# Protein-Chip
Der Protein-Chip oder Protein-Microarray ist ein proteomisches Werkzeug in der klinischen Diagnostik, molekularbiologischen Forschung sowie der Lebensmittel- und Umweltanalytik. Eine verwandte Methode ist der DNA-Chip.

## Methode
Die Funktionsweise der Protein-Chip-Technik ist vergleichbar mit einem ELISA (Enzyme-linked Immunosorbent Assay) im verkleinerten Format. Dazu werden Proteine auf einem Trägerchip (Glas oder Kunststoff) in genauer Anordnung immobilisiert. Die am häufigsten eingesetzten Proteine sind hier Antikörper, welche auch als Antikörper-Chip bezeichnet werden. Grundsätzlich bietet die Protein-Chip-Technik die Möglichkeit, jede Bindung an ein Protein in einem Assay-Format zu erfassen. Andere Kopplungsproteine sind beispielsweise Enzyme zum Nachweis bestimmter Substrate oder Antigene für den Nachweis bestimmter Antikörper in einer biologischen Probe.
Ein Protein-Chip wird mit einer biologischen Probe inkubiert und die Bindung eines biologischen Markers an das immobilisierte Protein wird in den folgenden Schritten detektiert. Die Detektionsmethode variiert je nach Versuchsaufbau, eingesetzt werden beispielsweise Immunassays in einem Verdrängungs-Format.
Ähnlich wie ein DNA-Chip im Vergleich zu einem Southern-Blot oder Northern-Blot bietet das Protein-Chip-Format mehrere Vorteile gegenüber anderen Techniken:
- Verringerung des Antikörper- und Reagenzienbedarfs
- Nachweis niedrigster Konzentrationen von Biomarkern
- Integration mehrerer Assays auf einem Chip (beispielsweise verschiedene Biomarker)
- Miniaturisierung und Automatisierung des Analysesystems für Routinediagnose

## Anwendung
Anwendung findet der Protein-Chip in der klinischen Diagnostik und Forschung sowie der Lebensmittel- und Umweltanalytik. In der Diagnostik wurde der Einsatz für die Bestimmung von Tumormarker, Autoimmunerkrankungen (beispielsweise juvenile Diabetes) und Infektionskrankheiten beschrieben. In der Forschung werden Protein-Chips bei der Funktionsbestimmung im Hochdurchsatzverfahren eingesetzt, beispielsweise bei der Suche von Substrat für Kinasen, Liganden von Rezeptoren oder von Proteininteraktionen. Auch die Diagnose von bestimmten, heterogenen Erbkrankheiten per Protein-Chip sind in der Entwicklung, beispielsweise beim Usher-Syndrom.